# دهستان خنجین
دهستان خنجین یکی از دهستان‌های استان مرکزی است که در بخش خنجین شهرستان فراهان واقع شده است.
روستاهای تابع آن عبارتند از: درویشان، سلیم‌آباد، رکین، چوگان،فردقان، کسرآصف، کنچی، گورچان